# Hans Seeck
Hans Seeck (* vermutlich in Braunschweig; † 24. August 1583 in Braunschweig; auch Hans Secke) war ein deutscher Bildhauer, der in Holz und Stein arbeitete.

## Leben
Über das Leben von Hans Seeck ist nahezu nichts bekannt, außer dass nach seinem Tode im Jahre 1583 seine Werkstatt und sein Haus in Beckenswerder Straße 15 durch Heirat seiner Witwe an Jürgen Röttger übergegangen ist. Durch seinen Nachlass, erstellt an seinem Sterbetag, weiß man, dass er achtzehn gemalte Epitaphe in unterschiedlicher Größe und mehrere Kunstbücher hinterließ. Daher muss angenommen werden, dass er seinen Auftraggeber Entwürfe vorzeigen konnte und Kunstbücher zur Vorlagengestaltung nutzte. Dies war seinerzeit durchaus üblich.

## Werk
Für Hans Seeck kann lediglich ein Werk nachweislich, das Grabmal von Asche von der Asseburg († 5. Oktober 1580), bestätigt werden. Das Grabmal in der Kirche von Ampfurth bei Oschersleben besteht aus Sandstein und Alabaster und ist mit „Hans Secke zu Braunschweig 1582“ gezeichnet. Seeck wird das Grabmal für Heinrich dem Frommen von Ampfurth aufgrund von Stilmerkmalen zugerechnet. Er hat sowohl in Stein als auch in Holz gearbeitet. Zwei Werke aus Holz sind von ihm mit seinem Monogramm HS gekennzeichnet, das Bürgerwappen unter den Fenstern des Beginenhauses in Helmstedt von 1580 und die Kanzel in der Marktkirche in Goslar von 1581. Des Weiteren wurde in einer dokumentierten Auseinandersetzung zwischen Seek und der Tischlerinnung in Braunschweig, das Epitaph für Brand von Schwichelt in Goslar, das bereits Mitte der 1930er Jahre nicht mehr erhalten war, angesprochen. Seeck war Mitglied der Tischlerinnung. Weitere zwei Grabsteine in Goslar tragen sein Zeichen. Sein Meisterzeichen befindet sich in Braunschweig an der Südseite der Martinikirche an dem Grabmal der von Walbeck wie auch an dem Grabdenkmal der Anna von Schönfeld, der Witwe von Hans von Garßenbüttel. Hans Seeck gilt neben Jürgen Röttger als einer der fähigsten Bildhauer der Renaissancezeit in Braunschweig.